# Škoda 05T

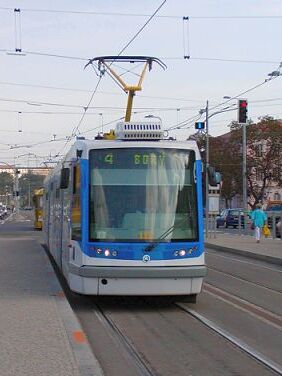
Prototyp tramvaje Škoda 05T v Plzni

Škoda 05T, obchodním názvem Vektra (velkokapacitní tramvaj), byl prototyp české pětičlánkové nízkopodlažní tramvaje, která vycházela z předchozího typu 03T.

## Konstrukce
05T byl jednosměrný šestinápravový motorový částečně nízkopodlažní tramvajový vůz, který se skládal z pěti článků navzájem spojených klouby a krycími měchy. Vstup do vozu zajišťovaly šestery předsuvné dveře (čtvery dvoukřídlé a dvoje jednokřídlé).
Konstrukčně vycházela tramvaj 05T z předchozího typu 03T (včetně předního a zadního čela, která však byla částečně inovována). Druhý a čtvrtý článek byly zavěšeny mezi ostatní články, spočívající na pevných podvozcích. Zatímco čtyři články mohly být po drobných úpravách převzaty z 03T, střední článek musel být vyprojektován úplně nově. Elektrická výzbroj byla stejně jako u předchůdce umístěna na střeše vozu. Až do roku 2014, kdy začala výroba typu Škoda 30T, se jednalo o nejdelší tramvaj, která kdy byla v Česku postavena.
V tramvaji byly tři výškové úrovně podlahy. Nízkopodlažní (podlaha ve výší 350 mm nad temenem kolejnice) byly zavěšené články (tedy druhý a čtvrtý). První a pátý měly podlahu ve standardní výši 780 mm. Nový třetí článek byl navržen s podlahou ve výšce 620 mm.
Tramvaj 05T vznikla spíše jako testovací vzorek. Velká hmotnost spojená s pouhými šesti nápravami zapříčiňovala velké opotřebení jak kol, tak tramvajových tratí; to se však nijak neodlišovalo od obdobných tramvajových konstrukcí.
Tramvaj 05T sloužila nejen k ověření možnosti stavby částečně nízkopodlažního pětičlánkového tramvajového vozidla, ale také pro ověření možnosti snížení podlahy nad podvozkem, k ověření nových trakčních měničů, statického měniče a CAN komunikace z vlastní produkce Škody (Škoda Controls - dnes Škoda Electric), stejně jako k testování nové brzdové výzbroje DAKO, k odzkoušení přechodového měchu z tuzemské produkce (BAVO), k odzkoušení vnějšího obložení středního článku z lepených hliníkových plechů či k pohonu vozidla pouze dvěma ze tří podvozků (bylo později použito na tramvajích pro Wroclaw a Cagliari).
Značnou zajímavostí tramvaje 05T byla instalace tzv. aktivního natáčení mezi prvním a druhým článkem. Toto zařízení bylo tvořeno hydraulickými válci, které na základě údajů čidel o natočení článku vůči příslušnému podvozku natáčely články vzájemně tak, aby příčné vůle mezi podvozkem a článkem nebyly vyčerpány a aby se tak podvozek mohl chovat jako otočný a snížilo se opotřebení jeho kol. Na zkušebním standu toto zařízení fungovalo velmi dobře. Na tramvaji samotné bylo zařízení testováno jediný den, přičemž bylo zjištěno, že jednak bylo zapojeno obráceně, jednak pracovní tlaky v hydraulickém systému byly značně nižší, než měly být. Byla připravena opatření k nápravě, ta však již nebyla nikdy realizována, protože Škoda začala vyvíjet vozidlo 15T s otočnými podvozky, kde zařízení pro aktivní natáčení nebylo potřebné.

## Prototyp
Prototypový vůz tramvaje 05T byl postaven v letech 2002 a 2003. Na konci roku 2003 byla tramvaj převezena do vozovny Plzeňských městských dopravních podniků (PMDP), aby na plzeňské kolejové síti vykonala zkoušky pro schválení typu. Při převzetí obdržel evidenční číslo 112. Od konce června do poloviny října 2004 byl vůz ve zkušebním provozu s cestujícími. Na začátku roku 2005 byl Drážním úřadem schválen jako typ. Mezitím došlo mezi Škodou a Dopravním podnikem hlavního města Prahy k uzavření smlouvy o dodávkách 60 ks tramvají typu 14T a k internímu rozhodnutí Škody o vývoji nového typu 15T a další testování a rozvíjení tramvajového vozu 05T se stalo bezpředmětným. Příležitostně několikrát vyjel do města na předváděcí jízdu pro různé delegace a přispěl k získání zakázek v polské Vratislavi a italském Cagliari, jakož i k urychlení homologace tramvaje 14T pro Prahu. Vůz zůstal majetkem Škody a uvažovalo se o jeho dlouhodobém pronájmu plzeňskému dopravnímu podniku. Dále se spekulovalo o pronájmu vozu do Brna nebo polské Vratislavi či odprodeji vcelku na náhradní díly. K pronájmu však nedošlo, vůz byl odstaven několik let ve vozovně PMDP na Slovanech. V roce 2008 bylo jeho zadní čelo poškozeno jinou tramvají při neopatrné manipulaci. Počátkem roku 2009 byl vůz opraven a zprovozněn, pohyboval se však pouze v areálu vozovny. Dne 26. března 2009 ale byla nakonec převezena do staré výrobní haly Škody a následně rozebrán na náhradní díly a sešrotován.

## Dodávky tramvají
V roce 2003 byl vyroben jediný vůz.
| Současný stát | Město                   | Článek | Typ  | Roky dodávek | Počet vozů | Evidenční čísla při dodání | Poznámky                              | Zdroj |
| ------------- | ----------------------- | ------ | ---- | ------------ | ---------- | -------------------------- | ------------------------------------- | ----- |
| Česko         | Škoda Dopravní technika | –      | 05T0 | 2003         | 1          | –                          | prototyp, při zkouškách u PMDP č. 112 | [ 1 ] |